# José Andrés Gallego
José Andrés Gallego (Calatayud, 1944) è uno storico spagnolo specializzato in storia contemporanea.

## Biografia
Addottoratosi in lettere e filosofia nel 1971, Gallego ha ricoperto varie cariche accademiche in atenei spagnoli. Docente di storia contemporanea presso le Università di Oviedo, UNED (Madrid) e Cadice tra il 1976 e il 1985 è stato rettore dell'Università cattolica di Ávila tra il 1997 e il 1998. Attualmente è  responsabile della ricerca presso il Consejo Superior de Investigaciones Científicas.
È accademico corrispondente della Real Academia de la Historia dal 2004, membro corrispondente dell'Academia Portuguesa de la Historia (1996) e dell'Academia Nacional de la Historia de la República Argentina (2006).
È uno degli storici spagnoli che hanno studiato maggiormente la cultura politica del mondo ispanico (Spagna e America), nonché la storia della storiografia. Inoltre, per due decenni, attraverso la Fondazione MAPFRE, ha incoraggiato lo scambio accademico tra gli storici latinoamericani e spagnoli.
È stato visiting professor in varie università sudamericane, tra le quali le peruviane Universidad Nacional Mayor de San Marcos e l'Universidad de Piura.

## Pubblicazioni
- La política religiosa en España 1889-1913 (1975)
- El socialismo durante la Dictadura 1923-1930 (1977)
- Pensamiento y acción social de la Iglesia en España (1984)
- Historia general de la gente poco importante (1991)
- Recreación del Humanismo (1994)
- ¿Fascismo o Estado Católico?, Encuentro, 1997, ISBN 978-84-7490-417-8.
- Un 98 distinto (1998)
- El motín de Esquilache, América y Europa (2004)
- La esclavitud en la América española, Encuentro, 2005, ISBN 978-84-7490-765-0.
- José Andrés Gallego, Historia de la historiografía española, Encuentro, 2004, ISBN 978-84-7490-709-4.
- José Andrés Gallego, Antón M. Pazos, La Iglesia en la España contemporánea (1800-1936), Encuentro, 1999, ISBN 978-84-7490-519-9.
- José Andrés Gallego, Antón M. Pazos, La Iglesia en la España contemporánea (1936-1999), Encuentro, 1999, ISBN 978-84-7490-520-5.
- La época de Franco, Ediciones Rialp, 1991, ISBN 978-84-321-2359-7. URL consultato il 6 febbraio 2018 (archiviato dall'url originale il 9 giugno 2015).